# Lier (werktuig)

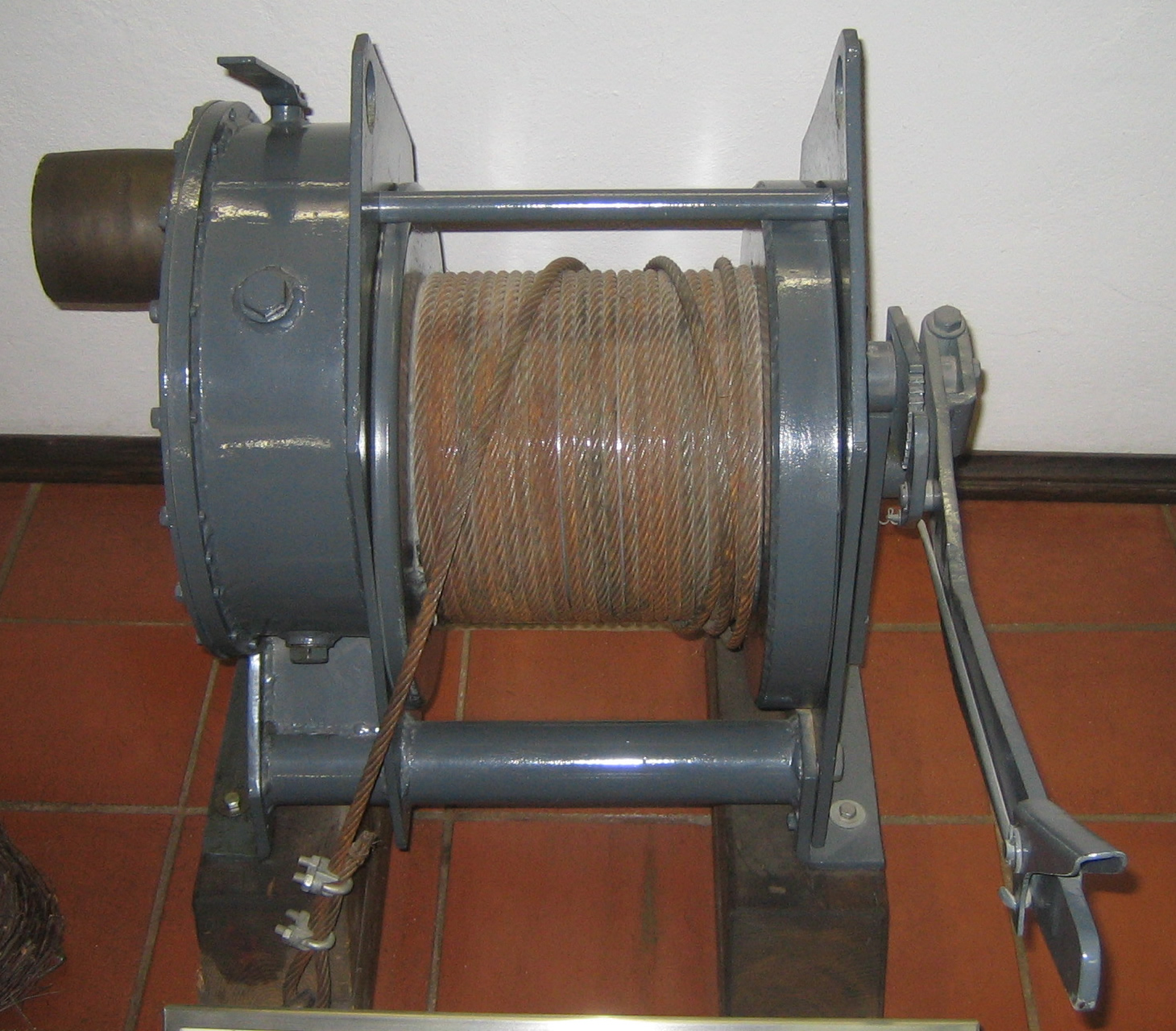
Eenvoudige lier

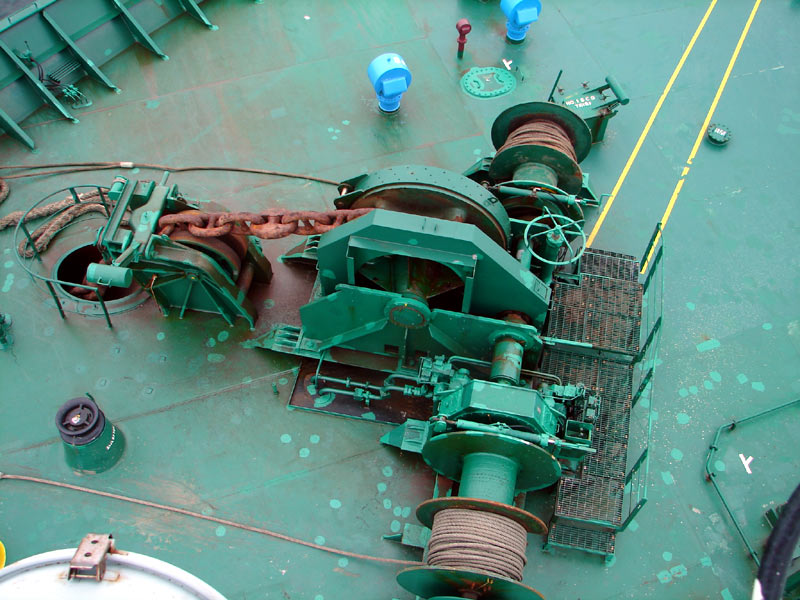
Ankerlier met hulplieren

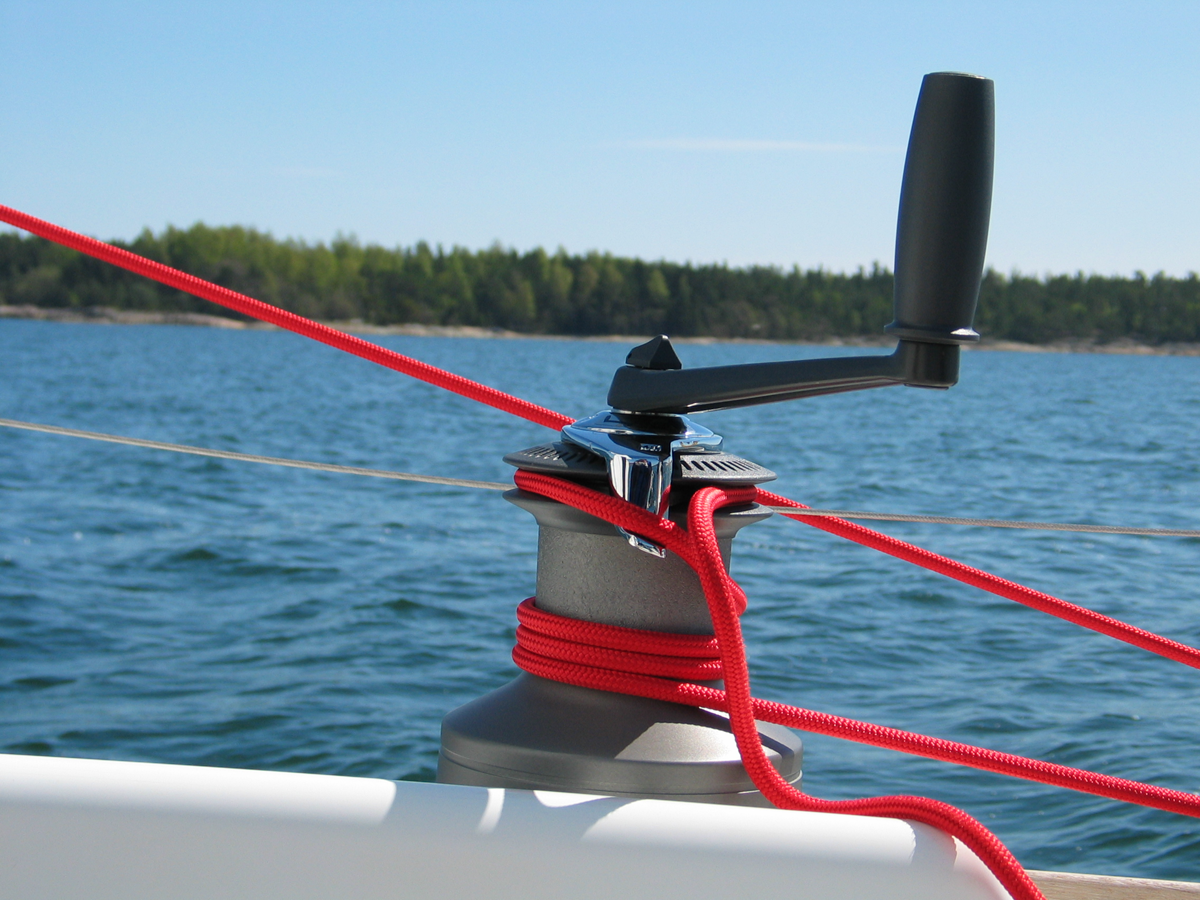
Handlier uit de pleziervaart

Een lier is een werktuig dat gebruikt wordt in combinatie met een kabel of soms een touw. Een lier bestaat uit een trommel, ook windas genoemd, die is verbonden met een overbrenging en een aandrijving. Lieren kunnen worden aangedreven door bijvoorbeeld een verbrandingsmotor, elektromotor of een hydromotor. De lier is op een locatie vastgezet. De kabel is in een of meerdere lagen rond de trommel gewonden. De kabel wordt gevierd om aan een last of bevestigingspunt vastgemaakt te worden. Door nu de lier te activeren wordt de kabel om de windas gewonden en wordt een trekkracht op de kabel uitgeoefend.

## Toepassingen
Voor toepassingen kan men denken aan het optillen en verplaatsen van zware machines, of het tillen naar grote hoogte bij de bouw van kantoren, of om ladingen in of uit een scheepsruim te tillen. Anderszins kan een lier, bevestigd op een schip of aan een voertuig, gebruikt worden om deze voort te trekken. Deze heten treklieren of verhaallieren.
Een ankerlier is een type lier dat op schepen de ankerketting of staalkabel vasthoudt waarmee het anker kan worden opgehaald en worden neergelaten. Bij een ankerketting wordt doorgaans een nestenwiel toegepast om grip te krijgen op de schakels van de ketting. De ankerlier is uitgerust met een bandrem om de ketting vast te houden en om tijdens het vallen van het anker de val te kunnen stoppen. De op de bak geplaatste lieren zijn veelal ook uitgerust met een losse kop. Hiermee kunnen de trossen voor het afmeren worden doorgehaald, waarna ze op bolders worden belegd.
Bij oude en traditionele zeilschepen werd een ankerlier meestal aangedreven met menskracht, door middel van een kaapstander. Later werd stoomaandrijving gebruikt. In de loop der tijd worden de meeste ankerlieren meer en meer elektrisch of hydraulisch aangedreven. In de pleziervaart worden ook nog veel handbediende lieren gebruikt.

## Veiligheid
Er bestaan grote verschillen in voorschriften voor hijslieren en voor treklieren (welke laatste ook wel positioneer- of verhaallieren worden genoemd). Dit heeft te maken met het feit dat bij calamiteiten bij hijslieren andere risico's spelen dan bij verhaallieren.
Hijslieren zijn altijd voorzien van een (automatische) rem, terwijl positioneerlieren een rem of een blokkering kunnen hebben. Deze rem kan direct op de liertrommel worden aangebracht of in de aandrijving/overbrenging.

## Constructie
Meestal heeft een lier meerdere kabelwindingen. Het nauwkeurig opspoelen van een kabel is vaak een probleem. Meestal wordt een keerschijf gebruikt of een afstand van bijvoorbeeld 25 keer de lierbreedte; de ervaring leert dat de kabel dan goed in beide richtingen opspoelt. Is deze afstand korter dan maakt men gebruik van een opspoelinrichting of van zogenaamde lebusgroeven. Een opspoelinrichting lijkt een betere oplossing dan hij is. De opspoelinrichting verdubbelt vaak zo ongeveer de prijs van de lier en geeft problemen als de kabel niet strak gespannen is. Er zijn dan weer zogenaamde actieve schijven nodig, (keerschijven die aangedreven worden) om de kabel strak door de opspoelinrichting te leiden.
De kabel spoelt op de lier van links naar rechts en andersom, dus loopt de kabel altijd kruislings over de vorige laag kabels. Een (gepatenteerde) lebusgroef loopt loodrecht op de trommellengte en maakt over een klein gedeelte van de omtrek een sprong naar de volgende "groef". Dit heeft tot geval dat de kabel in de "groef" van de voorgaande kabels kan lopen en slechts over deze sprong kruislings op de vorige kabels komt te lopen. In plaats van een hele trommel worden er ook wel lebusschalen gebruikt om de gladde trommel.
De grootste lieren hebben een trekkracht van honderden tonnen. Zo heeft de Mooring Line Deployment Winch op de Balder met een diameter van 10,5 meter een SWL van 275 ton.
Nog grotere krachten kunnen worden bereikt door de kabel in te scheren in een takel. Bij het vieren van de last moet energie worden vernietigd. Bij oudere lieren werd dit door middel van de slippende rem gedaan, tegenwoordig wordt bijna altijd op de motor geremd.